# Aleurodiscus exasperatus
Aleurodiscus exasperatus är en svampart som beskrevs av Hjortstam & Ryvarden 1993. Aleurodiscus exasperatus ingår i släktet Aleurodiscus och familjen Stereaceae.   Inga underarter finns listade i Catalogue of Life.